# ترافيس بيست
ترافيس بيست (بالإنجليزية: Travis Best)‏ مواليد 12 يوليو 1972 في سبرينغفيلد، هو لاعب كرة سلة أمريكي سابق بدأ مسيرته الاحترافية في سنة 1995. تم اختياره من قبل فريق إنديانا بايسرز خلال الدرافت. يبلغ طوله 5 قدم 11 بوصة (1.8 م). اعتزل اللعب في 2009. أحرز خلال مسيرته في الإن بي إيه 5736 نقطة بمعدل 7.6 نقاط في المباراة الواحدة.

## المسيرة الاحترافية
لعب مع إنديانا بايسرز من سنة 1995 إلى 2002، ثم لعب مع شيكاغو بولز في سنة 2002، ثم لعب مع ميامي هيت في موسم 2002–2003، ثم لعب مع دالاس مافيريكس في موسم 2003–2004، ثم لعب مع بروكلين نتس في موسم 2004–2005، ثم لعب مع فيرتوس بالاكانسترو بولونيا في موسم 2006–2007، ثم لعب مع إس إس فليتشي سكاندون في الدوري الإيطالي في موسم 2008–2009.

## روابط خارجية
- ترافيس بيست على موقع الدوري الأوروبي لكرة السلة (الإنجليزية)
- ترافيس بيست على موقع إن بي أي (الإنجليزية)
- ترافيس بيست على موقع سبورتس رفرنس (الإنجليزية)
- ترافيس بيست على موقع كرة السلة الأوروبية.كوم (الإنجليزية)
- ترافيس بيست على موقع كلية كرة السلة في سبورتس رفرنس.كوم (الإنجليزية)
- ترافيس بيست على موقع ريلجم (الإنجليزية)
- ترافيس بيست على موقع بروبوليرز (الإنجليزية)
- ترافيس بيست على موقع سبورتس رفرنس (الإنجليزية)